# Right to Dream Academy
Right to Dream er et ghanesisk fodboldakademi, som blev grundlagt i 1999.

## Historie
Right to Dream blev grundlagt i Accra, Ghana i 1999 af Tom Vernon, som tidligere havde arbejdet som talentspejder for Manchester United i Afrika. Akademiet begyndte med at være drevet af frivillige imens at spillerne boede i Vernons hus. Akademiet voksede, og i 2004 begyndte de at indgå aftaler med amerikanske kostskoler, som tilbød atletiske stipendier til spillerne.
Akademiet vokset meget over de næste år, og i 2010 åbnede de en ny facilitet ved Akosombo. I 2013 åbnede Right to Dream det første fodboldakademi for piger i Afrika.
I 2015 købte Right to Dream den danske fodboldklub FC Nordsjælland, og Vernon blev klubbens nye bestyrelsesformand.
Right to Dream blev i 2021 opkøbt af den egyptiske Mansour Group. Der er som resultat blevet etableret et akademi i Egypten.